# Pedicularis inflexirostris
Pedicularis inflexirostris är en snyltrotsväxtart som beskrevs av F.S.Yang, D.Y.Hong och Xiao Q.Wang. Pedicularis inflexirostris ingår i släktet spiror, och familjen snyltrotsväxter. Inga underarter finns listade i Catalogue of Life.